# Gil-Pérès
Pour les articles homonymes, voir Pérès.
Charles-Jules Jolin, dit Gil-Pérès, né à Paris le 9 juillet 1822 et mort à Vanves le 29 janvier 1882, est un acteur français.

## Carrière
- 1852 (8 mai) : Les Suites d'un premier lit, comédie en un acte mêlée de chants d'Eugène Labiche, théâtre du Vaudeville : Piquoiseau
- 1863 (9 mai) : Le Brésilien, comédie de Henri Meilhac et Ludovic Halévy, théâtre du Palais-Royal[3]
- 1864 (21 décembre) : Le Photographe, comédie-vaudeville de Henri Meilhac et Ludovic Halévy, théâtre du Palais-Royal[4]
- 1866 (31 octobre) : La Vie parisienne, opéra-bouffe de Jacques Offenbach, livret de Henri Meilhac et Ludovic Halévy, théâtre du Palais-Royal[5] : Bobinet